# Robert Liljenström
Gustaf Robert Liljenström, född 16 juli 1892 i Ulricehamns församling i dåvarande Älvsborgs län, död 18 december 1959 i Skedevi församling i Östergötlands län, var en svensk läkare. 
Efter studentexamen 1910 bedrev han akademiska studier, blev medicine kandidat 1921 i Uppsala samt medicine licentiat i Stockholm 1927. Han var extra läkare vid Uppsala hospital 1925, assistentläkare och tillförordnad underläkare vid Karlshamns lasarett 1927–1929, hade kortare förordnanden som provinsialläkare i Rejmyre distrikt, underläkare vid barnsjukhuset Samariten, andre lasarettsunderläkare i Kalmar, extra provinsialläkare i Degerfors distrikt samt som provinsialläkare i Stensele distrikt 1929 och tillförordnad stadsläkare i Tidaholm 1929–1930.
Han var tillförordnad provinsialläkare i Hjo distrikt 1931, i Kristianstads distrikt 1931–1932 i Heby och Teckomatorps distrikt 1932, tillförordnad lasarettsläkare i Kisa, Finspång och Haparanda (sammanlagt nio månader) 1930–1933, tillförordnad provinsialläkare i Njutångers distrikt 1933–1934, tillförordnad andre underläkare vid Stora Ekebergs sanatorium 1934, därjämte ett flertal kortare förordnanden som provinsialläkare och lasarettsunderläkare. Han var civil läkarstipendiat av första klassen sex månader 1935 samt provinsial- och sjukstuguläkare i Reijmyre distrikt från 1935.
Robert Liljenström var son till apotekaren Gottfrid Liljenström och Elin Wahlberg. Han var först gift med Ingeborg Eriksson (1897–1989) och därefter från 1930 med Svea Bengtson (1907–1994). Han var far till Curt Liljenström och farfar till Hans Liljenström. Han är begravd på Skedevi kyrkogård.